# Unteramt Freinsheim
Das Unteramt Freinsheim war ein Amt in der Kurpfalz, das 1705 neu geschaffen wurde, 1723 bis 1743 ein eigenes Oberamt bildete und mit der französischen Besetzung der linksrheinischen Gebiete durch die französische Revolutionsarmee – wie alle linksrheinischen Verwaltungsstrukturen – unterging.

## Geografische Lage
Das Unteramt Freinsheim lag vorwiegend im Bereich des heutigen Landkreises Bad Dürkheim in Rheinland-Pfalz.

## Funktion
In der Frühen Neuzeit waren Ämter eine Ebene zwischen den Gemeinden und der Landesherrschaft. Die Funktionen von Verwaltung und Rechtsprechung waren hier nicht getrennt. Dem Amt stand ein Amtmann vor, der von der Landesherrschaft eingesetzt wurde. 

## Geschichte
1705 kam es zu einem Gebietstausch zwischen der Kurpfalz und dem Hochstift Worms. Der bisherige Sitz des kurpfälzischen Amtmanns befand sich in Diemerstein, das bis dahin ein Kondominat zwischen der Pfalz und Worms gewesen war und im Zuge des Gebietstauschs insgesamt an das Hochstift fiel. Der Pfälzer Amtmann benötigte also einen neuen Sitz, wofür Freinsheim ausgewählt wurde. Dort wurde zügig ein neues Amtshaus errichtet. Das Unteramt Freinsheim gehörte zunächst zum Oberamt Alzey.
1723 wurde aus dem Unteramt Freinsheim das eigenständige Oberamt Freinsheim. Hintergrund war, dass für den jüngeren Bruder der Maitresse von Kurfürst Karl III. Philipp, Gräfin Violante Maria Theresa von Thurn und Taxis (1683–1734) – ab 1729 morganatisch mit dem Kurfürsten verheiratet – eine angemessene Position geschaffen werden sollte. Philipp Johann von Thurn und Taxis wurde so Oberamtmann von Freinsheim, was angesichts der geringen Spuren, die er in der Verwaltung hinterließ, wohl eher eine Sinekure war. Nur ein Jahr nach dem Tod von Kurfürst Karl III. Philipp 1742 zog dessen Nachfolger, Kurfürst Karl Theodor, das „Oberamt“ wieder ein: Das Amt Freinsheim wurde wieder Unteramt im Bezirk des Oberamtes Alzey.

## Amtmänner
- 1705–1727 Johannes Euler[5] (1723–1727 unter der Funktionsbezeichnung „Landschreiber“[6])
- 1723–1743 Philipp Johann von Thurn und Taxis (mit dem Titel eines „Oberamtmanns“)[7]
- 1727–1743 Johannes Brenck und der Funktionsbezeichnung „Landschreiber“[8]
- 1743–1749 Johann Friedrich Reichardt[9]
- 1750–1769 Johann Baptist Rhombius von Schenkenstein[10]
- 1769–1794 Friedrich Ludwig Weber[11]

## Zugehörige Orte
Nur in einem Teil der dem Unteramt Freinsheim zugeordneten Gemeinden, war das Amt auch in vollem Umfang zuständige. Bei anderen Gemeinden lag die Gerichtsbarkeit zum Teil in anderen Händen oder das Unteramt verwaltete nur einzelne Rechte in einer Gemeinde:
| Gemeinde        | Amtszugehörigkeit                  |
| --------------- | ---------------------------------- |
| Dackenheim      | vollumfänglich                     |
| Großkarlbach    | vollumfänglich                     |
| Flomersheim     | vollumfänglich                     |
| Freinsheim      | vollumfänglich                     |
| Heppenheim      | vollumfänglich                     |
| Gerolsheim      | ohne die niederere Gerichtsbarkeit |
| Großniedesheim  | ohne die niederere Gerichtsbarkeit |
| Harxheim        | ohne Gerichtsbarkeit               |
| Heßheim         | vollumfänglich                     |
| Kleinniedesheim | ohne die niederere Gerichtsbarkeit |
| Niefernheim     | ohne Gerichtsbarkeit               |
| Obersülzen      | vollumfänglich                     |
| Offstein        | vollumfänglich                     |
| Ottersheim      | vollumfänglich                     |
| Immesheim       | vollumfänglich                     |
| Rodenbach       | vollumfänglich                     |
| Weisheim        | vollumfänglich                     |
| Zell            | ohne Gerichtsbarkeit               |